# Langdon West
Pour les articles homonymes, voir West.
Langdon West, né à Camden le 11 janvier 1886 et mort à New York le 27 juillet 1947, est un réalisateur américain, actif pendant la période du muet. 

## Biographie
Il est le fils de l'acteur William West. 

## Filmographie partielle

### Réalisateur
- 1914 : A Fragment of Ash
- 1914 : The Case of the Vanished Bonds
- 1914 : The Hand of Iron
- 1914 : The New Partner
- 1914 : A Moment of Madness
- 1914 : Dickson's Diamonds
- 1914 : The Temple of Moloch
- 1914 : The Man Who Vanished
- 1914 : Mr. Daly's Wedding Day
- 1915 : The Banker's Double
- 1915 : The Life of Abraham Lincoln
- 1915 : For the Man She Loved
- 1915 : Killed Against Orders
- 1915 : A Woman's Revenge
- 1915 : The Landing of the Pilgrims
- 1915 : Poisoned by Jealousy
- 1915 : Her Proper Place
- 1915 : Sally Castleton, Southerner
- 1915 : Not Wanted
- 1915 : What Happened on the Barbuda
- 1915 : An Unwilling Thief
- 1915 : Friend Wilson's Daughter
- 1915 : The Ring of the Borgias
- 1915 : The Magistrate's Story
- 1915 : Mary
- 1915 : The Girl of the Gypsy Camp